# Ontojärvi
Der Ontojärvi ist ein See in der Gemeinde Kuhmo in der finnischen Landschaft Kainuu.
Der Ontojärvi bildet mit dem wesentlich kleineren Nurmesjärvi, der im Südosten liegt, einen 104,57 km² großen See, der auf einer Höhe von 159,2 m liegt.
Im 4949 km² großen Einzugsgebiet des Ontojärvi liegen die östlich gelegenen Seen Lentua und Lammasjärvi.
Der Ontojärvi wird im Westen vom Ontojoki zum Iso-Kiimanen entwässert.
Das Wasser fließt von dort weiter zum Oulujärvi und über den Oulujoki zum Bottnischen Meerbusen ab.
Das Zentrum von Kuhmo liegt wenige Kilometer östlich des Ontojärvi.